# Cetatea Aqaba

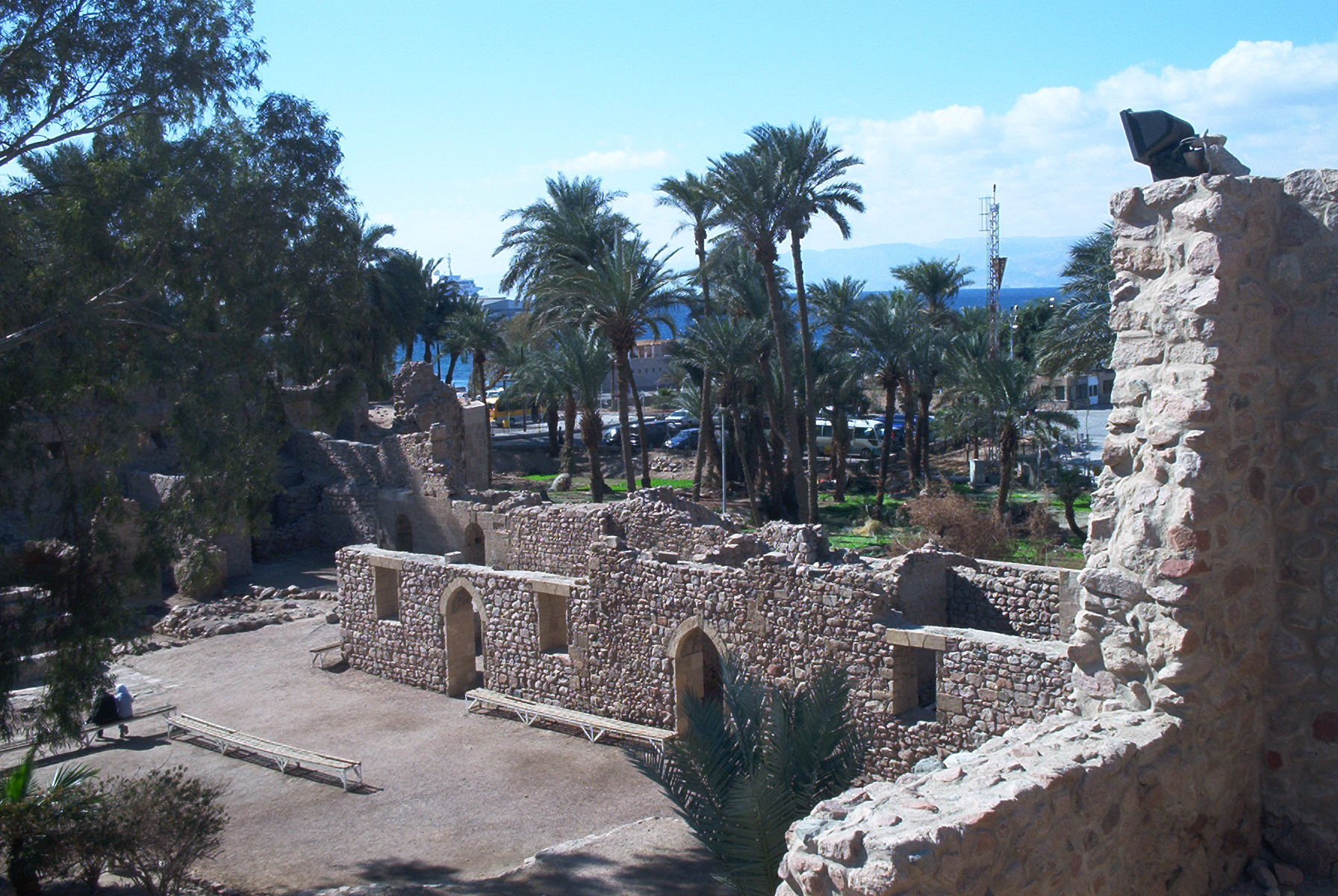
Vedere interioară de la NE, privind în jos de pe pereți

Castelul Aqaba sau Fortul Aqaba (în arabă قلعة العقبة, transliterat: Qalʿat al-ʿAqaba), cunoscut și sub numele de Castelul mameluc din Aqaba, Iordania, este o fortificație mamelucă și otomană caravanserai pe traseul de pelerinaj către Mecca și Medina care, în forma sa actuală, datează în principal din secolul al XVI-lea. În secolul care a precedat Primul Război Mondial, a fost folosit într-o măsură mai mare ca fortăreață militară.
În iulie 1916, cetatea a fost martora unei victorii a Revoltei arabe, când aceasta a apărat puternic fortăreața turcă care a căzut în fața unei cămile arabe. Lawrence al Arabiei a mers triumfător de aici la Cairo pentru a raporta vestea bună generalului Allenby. Portul Aqaba a devenit o bază majoră de aprovizionare pentru revolta arabă în avans.
Fortul este situat lângă Aqaba Flagpole, care poartă steagul revoltei arabe împotriva otomanilor. O clădire adiacentă fortului, care în 1917 a servit drept reședință pentru Sharif Hussein, găzduiește acum Muzeul arheologic Aqaba.

## Istorie și arheologie

### Perioada cruciată / Ayyubizii
Orașul fortificat musulman timpuriu  Ayla era deja într-o stare dărăpănată în 1116, când regele Balduin I al Ierusalimului a ajuns la ea forțându-și locuitorii să fugă cu vaporul pe o insulă din apropiere. Cruciații au lăsat în urmă o garnizoană într-un mic fort, pe care fie l-au construit ei înșiși, fie, mai probabil, potrivit arheologului Donald Whitcomb, l-au moștenit de la Ayyubizi. Oricare ar fi situația, nici un material din secolul al XII-lea nu a putut fi identificat în timpul săpăturilor oriunde la Aqaba, iar presupunerea lui Whitcomb este că a fost complet distrus atunci când mamelucii și-au construit propriul lor fort în același loc.

### Perioada mamelucă și timpurie otomană

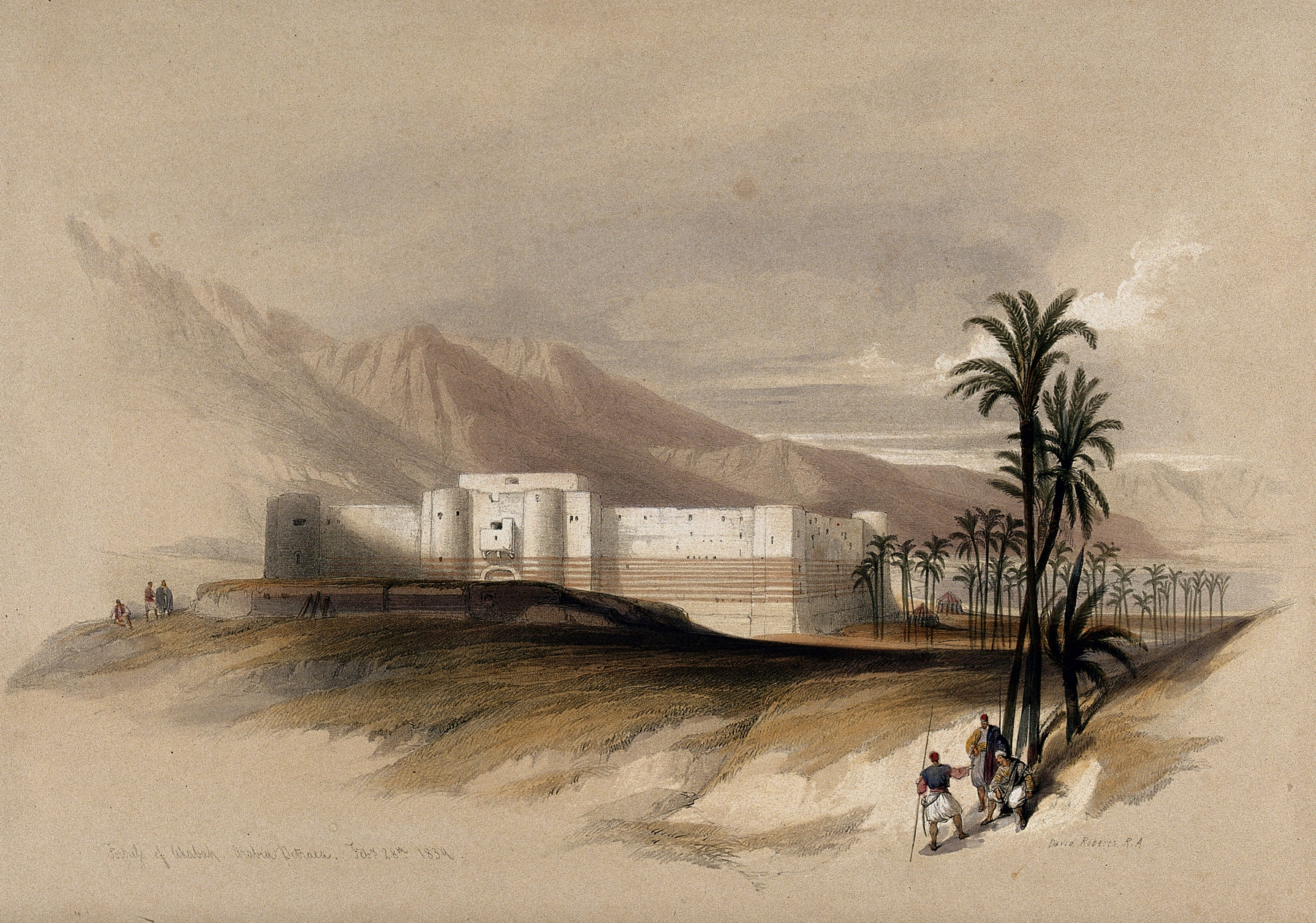
Litografie din anii 1840 de la Țara Sfântă, Siria, Idumea, Arabia, Egipt și Nubia.

Fortul mameluc a fost construit la 1 kilometru sud de Ayla musulmană timpurie, iar Denys Pringle a creditat în 1997 prima structură a sultanului Al-Nasir Muhammad (c. 1320). Cu toate acestea, clădirea încă în picioare este datată în principal la două faze de construcție, bazate pe două inscripții din casa porții: una parcurge lungimea camerei boltite din interiorul porții și îl laudă pe sultanul mameluc Al-Ashraf Qansuh Al-Ghuri (r. 1501-1516), iar al doilea aparține unui medalion așezat deasupra primului și este dedicat sultanului otoman Murad al III-lea care a întreprins lucrări substanțiale în 1587.

### Scop
Structura fortificată a fost inițial construită ca un han pentru pelerinii musulmani din Egipt care efectuau Hajj. În 1841 a intrat sub control egiptean și s-au depus eforturi pentru a-l consolida ca poziție militară, cu misiunea de a proteja aceeași rută de pelerinaj.

### Etape
Cercetările arheologice din partea de vest a structurii indică cel puțin șapte etape de ocupație. Din perioada Omeiadă, au fost găsite în principal instalații de irigare. Aceasta a fost urmată de un prim han datat din secolul al XIII-lea, care a avut aceeași aliniere de bază ca și castelul de mai târziu.<numeref=MWNF1/> În al treilea rând, a fost construit un han din secolul al XIV-lea sau al XV-lea, a cărui amprentă corespunde în general clădirii actuale. Ultimele două etape corespund lucrării menționate în cele două inscripții din secolul al XVI-lea, una din perioada mamelucă târzie și cealaltă din perioada otomană timpurie. Fostele turnuri poligonale orientate dinspre est au primit o formă rotundă după 1828.<numeref=MWNF1/> Bombardamente din timpul Marelui Război a doborât zidul de vest și turnul de nord-vest, iar în comemorarea victoriei arabe din 1917, vechile guri de aruncare care protejează intrarea sunt decorate cu un panou care poartă stema hașemițiților.